# Sierre (huyện)
Huyện Sierre (tiếng Pháp: District du Sierre, tiếng Đức: Bezirk Sierre) là một huyện hành chính của Thụy Sĩ. Huyện này thuộc bang Bang Valais. Huyện Sierre có diện tích 419 km², dân số theo thống kê của cục thống kê Thụy Sĩ năm 1999 là 40469 người. Trung tâm của huyện đóng ở Sierre. Mã của huyện là 2311.